# Honnalli, Bijapur
Honnalli là một làng thuộc tehsil Bijapur, huyện Bijapur, bang Karnataka, Ấn Độ.